# Christopher Henry Maxwell Peto, 3. baronet
Sir Christopher Henry Maxwell Peto, 3. baronet, britanski general in politik, * 1897, † 1980.